# Acheronte

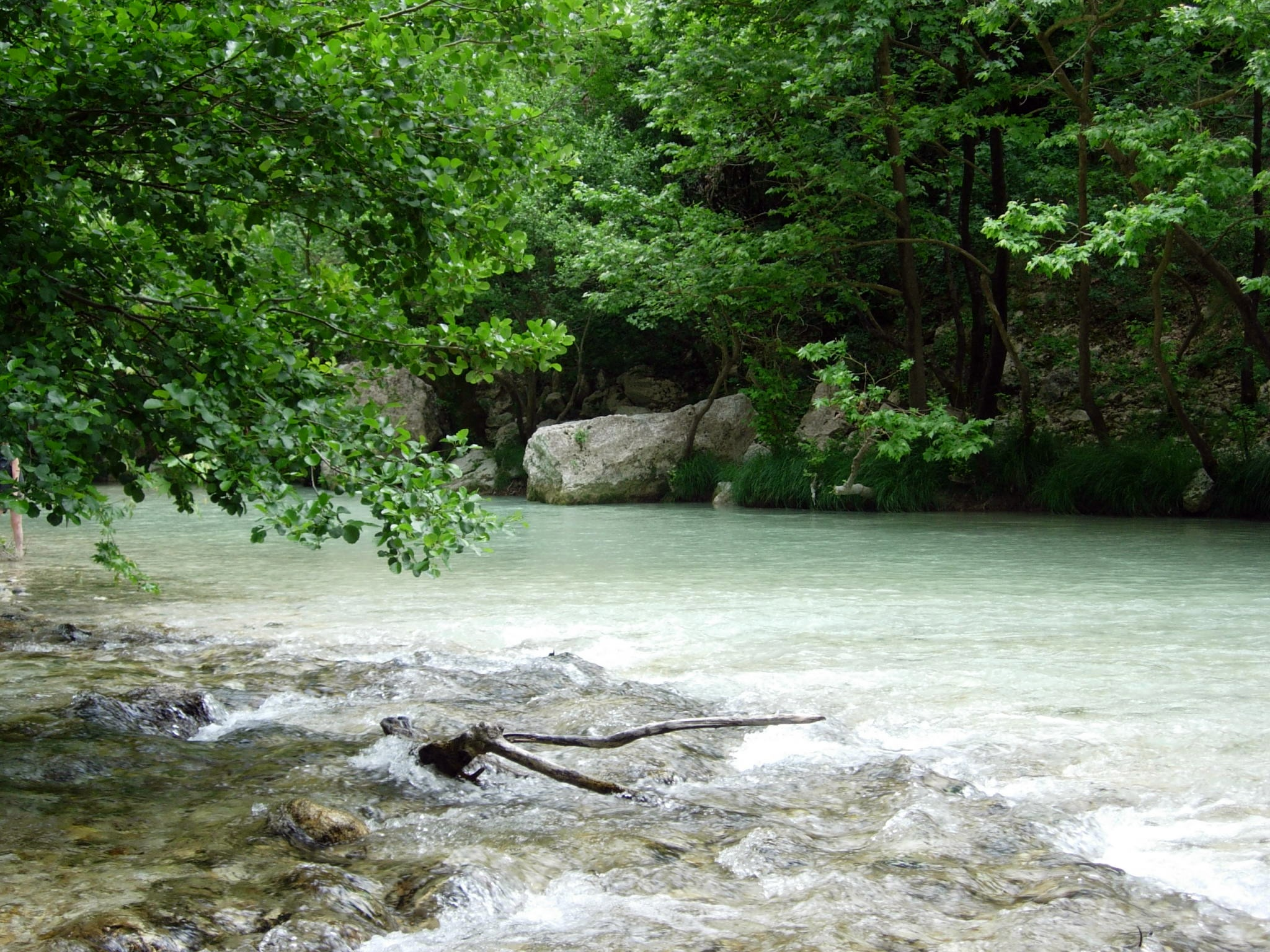
Il fiume Acheronte, in Grecia.

Acheronte (in greco antico: Ἀχέρων, -οντος?, Achèrōn, in latino Ăchĕrōn, -ontis) è il nome di alcuni fiumi della mitologia greca e il nome di dio del fiume (Potamoi), spesso associati al mondo degli Inferi.

## Mitologia
Secondo il mito sarebbe un ramo del fiume Stige che scorre nel mondo sotterraneo dell'oltretomba, attraverso il quale Caronte traghettava nell'Ade le anime dei morti; suoi affluenti sarebbero i fiumi Piriflegetonte e Cocito. Era conosciuto anche con l'epiteto di "fiume del dolore". L'origine del nome può derivare da ἄχερος "stagno", "lago" o da ἄχος "dolore" e ῥέω "scorrere".
La cosmogonia lo fa risalire all'omonimo figlio di Elio e di Gea: fu tramutato da Zeus in fiume d'acque amare, come punizione per aver dissetato i Titani che s'erano ribellati al volere divino cercando di scalare l'Olimpo.
Il dio del fiume fu poi a sua volta padre di Ascalafo avuto, a seconda delle leggende, da Orfne.

## Possibile localizzazione
Il principale Acheronte o Acheron, chiamato dalle popolazioni locali anche Glyki (Γλυκή in greco) come l'omonima cittadinia che affaccia su una delle sue sponde, si trova in Epiro e sfocia in un paesino chiamato Ammoudia (Αμμουδιά in greco), nei pressi di Parga. Lungo le sue sponde, in corrispondenza del parco della Tourla-Mouggila, si trovano gli accessi agli inferi. Le rovine del Necromanteion dell'Acheronte, l'unico oracolo della morte conosciuto in Grecia, si trova a Mesopotamos (Μεσοπόταμος in greco) lungo le sponde del fiume Acheronte. 
In Italia il fiume Bradano (Lucania o Basilicata) veniva chiamato Acheronte. Omero nell'Odissea (canti X, XI) ci narra la discesa di Odisseo negli inferi di Ade per interrogare l'anima del tebano Tiresia, dopo la visita alla casa della maga Circe (localizzata sull'isola di Eaa, nel golfo di Gaeta dove affaccia appunto il parco del Circeo, che prende il nome dalla maga Circe), dalla quale poi ritornerà, e prima di andare nell'Isola del Sole (Θρινακίη, Trinacria, tradizionalmente identificata con la Sicilia). In passato, il territorio di Acerenza era chiamato Acherontia, situato proprio nei pressi dell'odierno fiume Bradano. Secondo la tradizione, un altro accesso agli inferi è il Lago d'Averno, che si trova proprio a sud del golfo di Gaeta (ove era situata l'isola di Eaa con la maga Circe) nei Campi Flegrei.

## Fonti letterarie

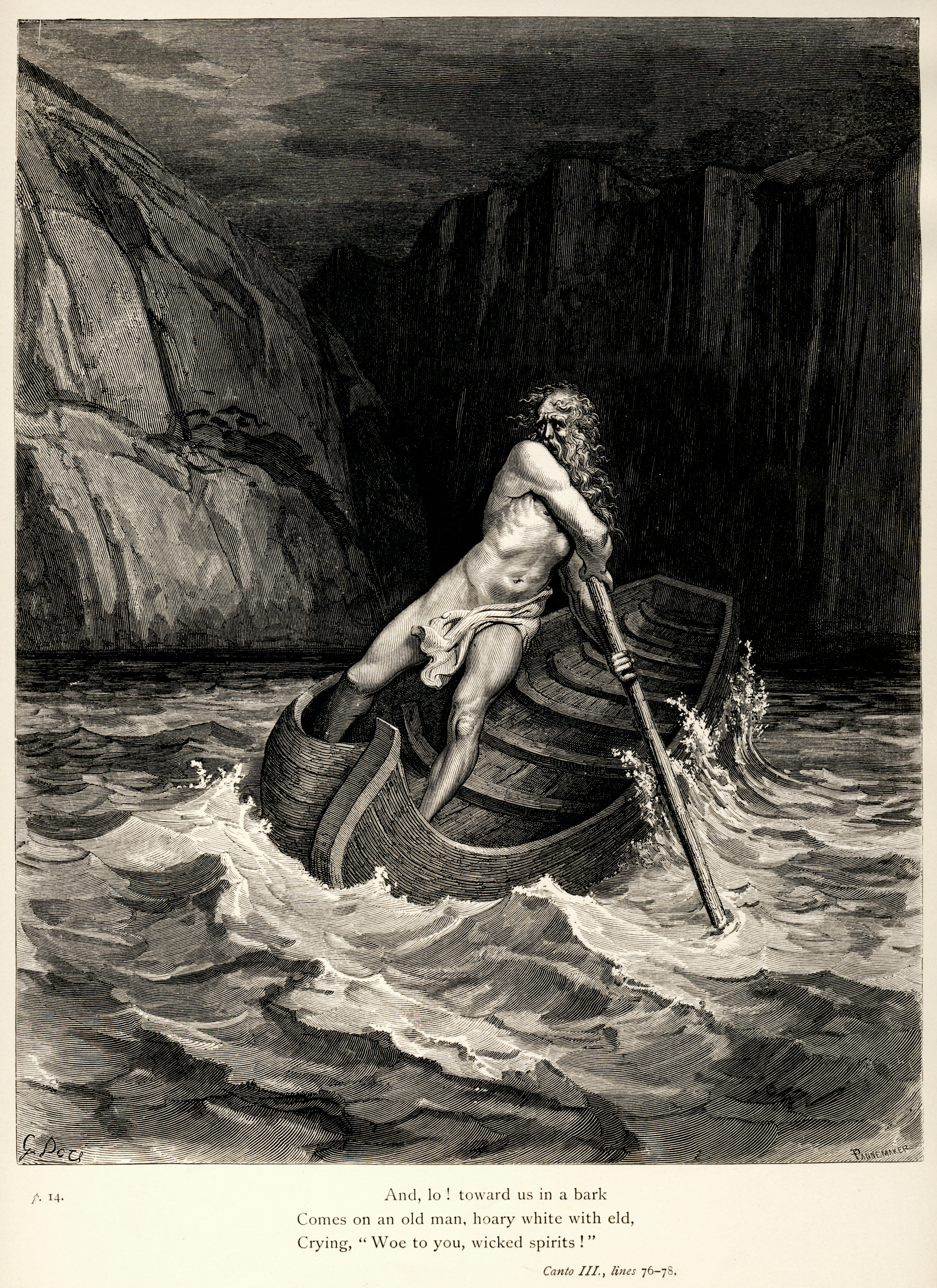
Caronte nelle acque dell'Acheronte, disegno di Gustave Doré.

Platone nel dialogo Fedone afferma che l'Acheronte è il secondo fiume più grande del mondo, superato solamente dall'Oceano: sostiene che l'Acheronte scorra in senso inverso e dall'Oceano vada verso la terra. Il termine Acheronte è stato talvolta usato come sineddoche per intendere l'Ade nella sua interezza. Virgilio parla dell'Acheronte insieme agli altri fiumi infernali all'interno della sua descrizione dell'Oltretomba, collocata nel libro VI dell'Eneide. 
Nell'Inferno (canto III) di Dante il fiume Acheronte rappresenta il confine dell'Inferno per chi arriva dall'Antinferno.

## Metafora
Destinato per l'eternità a separare il mondo dei vivi dagli inferi, nella Commedia dantesca il fiume viene varcato da quelle anime che avevano avuto degna sepoltura: rappresenta pertanto la transizione da vita a morte ed anche il viaggio senza ritorno verso l'Oltretomba. Un richiamo, questo del passaggio, che si rinviene anche in un punto dell’Otello in cui Shakespeare sembra rievocare "l’immagine della nave ovidiana che dalla vetta di un monte sembra guardare giù nelle valli e al fondo dell’Acheronte".
Anche Catullo rievoca il fiume come metafora, quando "l’onda pallida di Acheronte lambe il piede | del fratello che tolto dal mio viso | sotto il lido retèo giace coperto". In psicologia, «molte persone che attraversano una depressione "passano l’Acheronte", sognano cioè di incontrare i loro morti, come se si consultassero con loro e chiedessero "vale la pena di essere morti come te?"» Sigmund Freud pone in esergo alla sua opera più celebre, L'interpretazione dei sogni: Flectere si nequeo superos, Acheronta movebo ("Se non potrò commuovere gli dei celesti, muoverò l'Acheronte").

### Fonti primarie
- Tito Livio, Ab Urbe Condita, libro VIII, 24.
- Plinio il Vecchio, Naturalis Historia, libro III, 97 e 98.

### Fonti secondarie
- Alexandra d'Epiro Dusmet de Beaulieu, Dal fiume Ἀχέρων Savuto Ăchĕrōn Ōcinarus Quercŭs Ălexandĕr imperator et Ălexandĕr Epiri rex Albero Monumentale d'Italia, Trustees British Museum London Firenze-Roma, Aléxandros, 2024 ISBN 978-88-946940-1-7 pg 27-34 “12 Fonti in ordine cronologico di edizione citano Ăchĕrōn. Le fonti 1-3-4-5-7-8-9-10-11 concordano nella denominazione Ăchĕrōn Savuto: 1 Alberti, 3 Baudrand, 4 Calepino, 5 Echard, 7 Mentelle, 8 Pye 9, Rees, 10 Guadet, 11 Artaria.Le fonti 1 Alberti, 7 Mentelle, 8 Pye, 9 Rees, 10 Guadet espressamente riferiscono della morte di re Alessandro d'Epiro presso il fiume Ἀχέρων Savuto Ăchĕrōn Ōcinarus"
- E. Mirri, Origini e vicende di Anglona arcaica e romana, Bari, 1973.
- Domenico Romanelli, Antica topografia istorica del regno di Napoli, Napoli, Stamperia Reale, 1815.
- Anna Ferrari, Dizionario di Mitologia Classica, TEA, 1994, ISBN 88-7819-539-1.